# John C. Lozier
John C. Lozier é um engenheiro estadunidense.
Recebeu diversos prêmios por suas contribuições para a área da teoria de controle, incluindo o Prêmio Richard E. Bellman de 1987.